# Arquidiócesis de Cochabamba
La arquidiócesis de Cochabamba (en latín: Archidioecesis Cochabambensis) es una circunscripción eclesiástica de la Iglesia católica en Bolivia. Se trata de una arquidiócesis latina, sede metropolitana de la provincia eclesiástica de Cochabamba. Desde el 24 de septiembre de 2014 su arzobispo es Oscar Omar Aparicio Céspedes.

## Territorio y organización

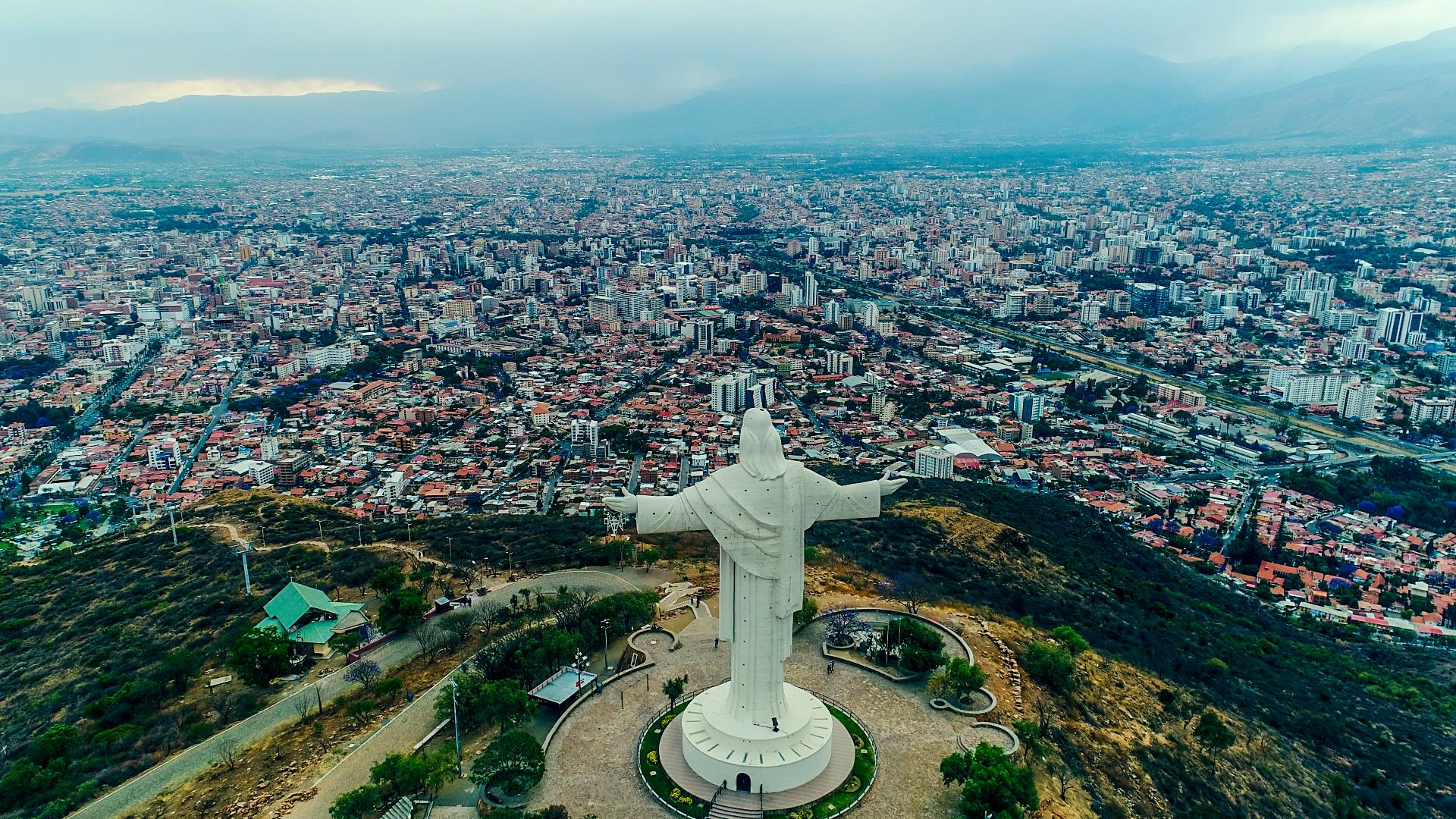
Cristo de la Concordia, en Cochabamba

La arquidiócesis tiene 32 306 km² y extiende su jurisdicción sobre los fieles católicos de rito latino residentes en el departamento de Cochabamba en las provincias de: Arani, Esteban Arze, Arque, Ayopaya, Capinota, Cercado, Chapare, Germán Jordán, Punata, Quillacollo, Tapacarí, Bolívar y parte de la provincia de Tiraque.
La sede de la arquidiócesis se encuentra en la ciudad de Cochabamba, en donde se halla la Catedral de San Sebastián y el santuario del Cristo de la Concordia.
La arquidiócesis tiene como sufragáneas a la diócesis de Oruro y a la prelatura territorial de Aiquile.
En 2021 en la arquidiócesis existían 74 parroquias agrupadas en 5 vicariatos: Cochabamba, Ayopaya-Capinota, Sacaba-Chapare, Valle Alto y Valle Bajo.

## Historia
La diócesis de Cochabamba fue erigida el 25 de junio de 1847 con la bula Ubique pateat del papa Pío IX, obteniendo el territorio de la arquidiócesis de La Plata o Charcas (hoy arquidiócesis de Sucre) y de la diócesis de Santa Cruz de la Sierra (hoy arquidiócesis de Santa Cruz de la Sierra).
El 11 de diciembre de 1961 cedió una parte de su territorio para la erección de la prelatura territorial de Aiquile mediante la bula Cum venerabilis Frater del papa Juan XXIII.
El 30 de julio de 1975 fue elevada al rango de arquidiócesis metropolitana por la bula Quo gravius del papa Pablo VI.
En 1988 Cochabamba recibió la visita del papa Juan Pablo II, en memoria del acontecimiento, se erigió la colosal estatua del Cristo de la Concordia, una de las estatuas de Cristo más altas del mundo, que domina la ciudad desde lo alto del cerro San Pedro.
Desde la segunda mitad de los años noventa muchos habitantes de Cochabamba emigraron a Bérgamo, en busca de empleo. Este flujo migratorio se ve favorecido por la intensa colaboración entre la diócesis de Bérgamo y la arquidiócesis de Cochabamba.

## Estadísticas
Según el Anuario Pontificio 2022 la arquidiócesis tenía a fines de 2021 un total de 1 639 280 fieles bautizados.
| Año                                                                             | Población            | Población | Población      | Sacerdotes | Sacerdotes    | Sacerdotes    | Bautizados por sacerdote | Diáconos permanentes | Religiosos | Religiosos | Parroquias |
| Año                                                                             | Bautizados católicos | Total     | % de católicos | Total      | Clero secular | Clero regular | Bautizados por sacerdote | Diáconos permanentes | Varones    | Mujeres    | Parroquias |
| ------------------------------------------------------------------------------- | -------------------- | --------- | -------------- | ---------- | ------------- | ------------- | ------------------------ | -------------------- | ---------- | ---------- | ---------- |
| 1950                                                                            | 500 000              | 680 000   | 73.5           | 88         | 65            | 23            | 5681                     |                      | 34         | 176        | 53         |
| 1965                                                                            | 435 300              | 460 860   | 94.5           | 143        | 48            | 95            | 3044                     |                      | 159        | 367        | 49         |
| 1968                                                                            | 574 092              | 593 774   | 96.7           | 159        | 69            | 90            | 3610                     |                      | 158        | 381        | 43         |
| 1976                                                                            | 660 000              | 677 146   | 97.5           | 145        | 55            | 90            | 4551                     |                      | 170        | 298        | 54         |
| 1980                                                                            | 656 929              | 699 762   | 93.9           | 168        | 52            | 116           | 3910                     |                      | 225        | 388        | 56         |
| 1990                                                                            | 856 900              | 905 270   | 94.7           | 182        | 52            | 130           | 4708                     | 1                    | 258        | 433        | 60         |
| 1999                                                                            | 1 038 275            | 1 202 600 | 86.3           | 279        | 93            | 186           | 3721                     | 10                   | 583        | 614        | 63         |
| 2000                                                                            | 1 057 637            | 1 230 259 | 86.0           | 277        | 93            | 184           | 3818                     | 11                   | 500        | 622        | 66         |
| 2001                                                                            | 1 076 028            | 1 253 118 | 85.9           | 240        | 71            | 169           | 4483                     | 13                   | 482        | 625        | 68         |
| 2002                                                                            | 1 077 308            | 1 267 422 | 85.0           | 238        | 78            | 160           | 4526                     | 17                   | 443        | 632        | 72         |
| 2003                                                                            | 1 322 513            | 1 455 711 | 90.8           | 237        | 77            | 160           | 5580                     | 17                   | 387        | 651        | 72         |
| 2004                                                                            | 1 325 861            | 1 455 711 | 91.1           | 240        | 80            | 160           | 5524                     | 16                   | 406        | 661        | 72         |
| 2006                                                                            | 1 390 300            | 1 524 000 | 91.2           | 305        | 91            | 214           | 4558                     | 17                   | 568        | 689        | 73         |
| 2013                                                                            | 1 593 000            | 1 732 000 | 92.0           | 316        | 96            | 220           | 5041                     | 32                   | 561        | 706        | 73         |
| 2016                                                                            | 1 675 000            | 1 850 542 | 90.5           | 305        | 100           | 205           | 5491                     | 34                   | 516        | 936        | 73         |
| 2019                                                                            | 1 582 274            | 1 929 602 | 82.0           | 289        | 96            | 193           | 5474                     | 34                   | 444        | 670        | 74         |
| 2021                                                                            | 1 639 280            | 1 999 540 | 82.0           | 249        | 103           | 146           | 6583                     | 36                   | 411        | 670        | 74         |
| Fuente: Catholic-Hierarchy, que a su vez toma los datos del Anuario Pontificio. |                      |           |                |            |               |               |                          |                      |            |            |            |

## Episcopologio
- José María Yánez de Montenegro † (14 de abril de 1848-24 de noviembre de 1854 falleció)
  - Sede vacante (1854-1857)
- Rafael Salinas † (19 de marzo de 1857-25 de agosto de 1871 falleció)
- Francisco María Del Granado † (25 de agosto de 1871 por sucesión-25 de septiembre de 1895 falleció)
- Jacinto Anaya † (10 de septiembre de 1897-17 de diciembre de 1915 falleció)
  - Sede vacante (1915-1918)
- Luigi Francesco Pierini, O.F.M. † (20 de febrero de 1918-31 de octubre de 1923 nombrado arzobispo de La Plata o Charcas)
- Abel Isidoro Antezana y Rojas, C.M.F. † (19 de mayo de 1924-13 de noviembre de 1924 nombrado obispo de Oruro)
- Julio Garret † (13 de noviembre de 1924-28 de diciembre de 1929 renunció)
- Tomás Aspe, O.F.M. † (8 de junio de 1931-21 de noviembre de 1942 renunció[nota 3])
  - Sede vacante (1942-1951)
- Juan Tarsicio Senner, O.F.M. † (26 de octubre de 1951-19 de agosto de 1965 renunció[nota 4])
- José Armando Gutiérrez Granier † (19 de agosto de 1965-21 de julio de 1980 renunció)
- Gennaro Maria Prata Vuolo, S.D.B. † (21 de noviembre de 1981-19 de septiembre de 1987 renunció)
- René Fernández Apaza † (16 de abril de 1988-8 de julio de 1999 retirado)
- Tito Solari Capellari, S.D.B. (8 de julio de 1999 por sucesión-24 de septiembre de 2014 retirado)
- Oscar Omar Aparicio Céspedes, desde el 24 de septiembre de 2014